# Princess Clementina
Princess Clementina er en britisk stumfilm fra 1911 af William G.B. Barker.

## Medvirkende
- H.B. Irving som Charles Wogan
- Alice Young som Clementina
- Dorothea Baird som Jenny
- Eille Norwood som James Stuart
- Nigel Playfair